# Repeses
Repeses is een plaats (freguesia) in de Portugese gemeente Viseu en telt 2040 inwoners (2001).